# Nicrophorus chryseus
Nicrophorus chryseus là một loài bọ cánh cứng được Mazokhin-Porshnyakov miên tả năm 1953.